# 聞得大君
聞得大君（琉球語：／ ）是琉球神道最高級祝女（神女）的稱號。在琉球第二尚氏王朝時期，聞得大君一職由國王親自任命，為高級神女三十三君之首席，掌管琉球國的最高御嶽齋場御嶽。
第二尚氏王朝尚真王在位時期，為了加強中央集權，在宗教上推行「祭政一致」的政策，設置聞得大君一職以統轄全國境內的祝女。聞得大君由國王直接任命，而且只能由國王的親屬（如妃嬪、翁主等）出任，尊稱為「聞得大君御殿」、「聞得大君加那志」。
聞得大君的宗教職責是為琉球的國家安泰、海路安全、五穀豐登祈禱。

## 歷史
琉球神道的祭司全部都由女性擔任，稱為祝女。早期祝女一職多由地方有力按司的近親擔任，成為地方的強大宗教家族勢力。影響比較大的祝女勢力為中山首里地區的佐司笠（又稱「差笠」，琉球語：さすかさ）和北山國頭地區的阿應理屋惠（オーレー）。
當時祝女家族的勢力非常大，有時甚至通過所謂「神的旨意」來壓制琉球王府，限制國王的權力。尚真王的母親宇喜也嘉（おぎやか）憑藉祝女勢力，迫使尚宣威王禪位給尚真。
為了壓制祝女集團的宗教勢力，尚真王在即位之後進行了宗教改革，設置了最高祝女聞得大君一職，管理首里城內十御嶽的宗教儀式，並規定聞得大君一職由國王任命。尚真王的妹妹音智殿茂金（號月清）被任命為第一代聞得大君。而原先的兩個最高祝女佐司笠和阿應理屋惠則被降為聞得大君的副手。
原則上聞得大君為終身職，一般由先王的王妃或者其他王族女性擔任。
這一神職到1879年琉球處分後依然被保留，直到1944年才被廢除。近年尚氏王室後人尚裕之女尚圭子（户籍名野津圭子，實業家野津乔之妻）亦自稱聞得大君，但未被正式承認。

## 聞得大君的就任儀式

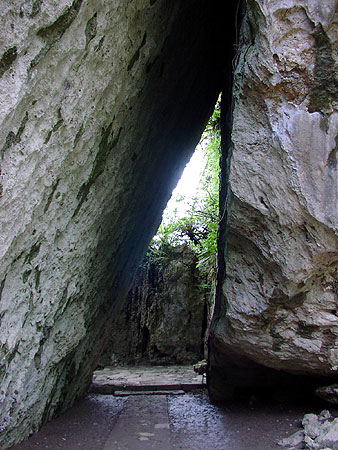
齋場御嶽、三庫理

聞得大君在琉球神道中的地位相當於妹神。聞得大君的就職儀式稱為「下御新」（御新下り），在琉球神道最大聖地齋場御嶽舉行。該儀式的本質是聞得大君與琉球創造之神之間的聖婚。此後聞得大君便自稱得到了王族守護神君手摩的靈力，以君手摩的名義發號施令。
聞得大君在就任儀式之後就會被授予兩個神名：「しませんこ あけしの」和「てだしろ」。其中，根據《思草紙》的記載，「しませんこ あけしの」（勢理客）原本是今歸仁城附近管理「こもけな御嶽」的祝女的稱號。「てだしろ」（太陽代）本來是馬天祝女的神名，聞得大君一職創立後被剝奪，成為聞得大君的神名。

## 歷代聞得大君一覽
| 代數     | 姓氏 | 名／號 | 童名       | 出生   | 逝世   | 與王室的關係                                 | 位號、封號          | 就任                                    | 夫婿                   | 墓葬 |
| 初代     | 尚氏 | 月清   | 音智殿茂金 | ？     | ？     | 尚圓王之女 尚真王之妹                        | 翁主                | 尚真王代                                |                        | 玉陵 |
| 二代     | 尚氏 | 梅南   |            | ？     | 1577年 | 浦添王子尚維衡（朝滿）之女                   | -                   | 尚元王代                                | 未婚                   | 玉陵 |
| 三代     |      | 梅岳   | 真和志     | ？     | 1605年 | 尚元王之妃                                   |                     | 1577年                                  | 尚元王                 | 玉陵 |
| 四代     | 尚氏 | 月嶺   | 思武太金   | 1584年 | 1653年 | 尚永王之女 大里王子尚熙（朝長）之妻          | 翁主                | 1650年                                  | 大里王子朝長尚熙       | 玉陵 |
| 五代     |      | 圓心   |            | 1617年 | 1677年 | 尚豐王弟金武王子朝貞尚盛之女                 |                     | 1653年                                  |                        |      |
| 六代     | 章氏 | 月心   | 思真鶴金   | 1645年 | 1703年 | 尚貞王之妃                                   | 王妃                | 1677年                                  | 尚貞王                 | 玉陵 |
| 七代     | 毛氏 | 義雲   | 思戶金     | 1664年 | 1723年 | 尚純王之妃                                   | 王妃                | 1703年                                  | 尚純王                 | 玉陵 |
| 八代     | 毛氏 | 坤宏   | 思真鶴金   | 1664年 | 1723年 | 尚益王之妃                                   | 王妃                | 1723年                                  | 尚益王                 | 玉陵 |
| 九代     | 馬氏 | 仁室   | 思龜樽金   | 1705年 | 1779年 | 尚敬王之妃                                   | 王妃 佐敷按司加那志 | 1766年                                  | 尚敬王                 | 玉陵 |
| 十代     | 尚氏 | 寬室   | 真鶴金     | 1719年 | 1784年 | 尚敬王之女 尚穆王之妹                        | 津嘉山翁主          | 1780年                                  | 具志頭親方廷儀 蔡翼    |      |
| 十一代   | 尚氏 | 順成   | 思戶金     | 1721年 | 1789年 | 尚敬王之女 尚穆王之妹 津嘉山翁主尚氏寬室之妹 | 瑞慶覽翁主          | 1784年                                  | 伊江王子朝倚向依仁     |      |
| 十二代   | 向氏 | 德澤   | 真鍋樽金   | 1762年 | 1795年 | 尚哲之妃 高嶺王子尚文龍（朝京）之女          | 王妃                | 1789年                                  | 尚哲                   | 玉陵 |
| 十三代   | 尚氏 | 法雲   | 恩龜樽     | 1765年 | 1834年 | 尚穆王之女 尚哲之妹                          | 翁主                | 1795年                                  | 向氏識名親方朝睦向克相 |      |
| 十四代   | 向氏 | 仙德   | 思真牛金   | 1785年 | 1869年 | 尚溫王之妃                                   | 王妃                | 1834年                                  | 尚溫王                 | 玉陵 |
| 十五代   | 尚氏 |        | 真鶴金     | 1817年 | ？     | 尚灝王之女                                   | 仲井間翁主          | 1870年                                  | 玉城按司向朝敕         |      |
| 十六代   | 尚氏 |        | 真牛金     | 1825年 | 1909年 | 尚灝王之女                                   | 安里翁主            | 明治年間 （最後一代官方任命的聞得大君） | 大宜見按司向朝平       |      |
| 十七代   | 尚氏 |        | 真鍋樽     | 1874年 | 1944年 | 尚泰王之女                                   | 安室翁主            | 大正年間                                | 伊江朝猷               |      |
| 十八代   | 尚氏 | 延子   | 思戶金     | 1887年 | 1967年 | 尚泰王長子尚典長女                           | 翁主                | 1944年                                  | 今歸仁朝英             |      |
| 十九代   | 尚氏 | 文子   |            | 1917年 | 2004年 | 尚泰王後人尚昌長女                           |                     |                                         | 井伊直愛               |      |
| 二十代   | 尚氏 | 圭子   |            | 1947年 | 2019年 | 尚泰王後人尚裕第三女                         |                     |                                         | 野津喬                 |      |
| 二十一代 | 尚氏 | 滿喜   |            | 1984年 |        | 尚泰王後人尚衛第三女                         |                     |                                         | 未婚                   |      |

## 腳註
1. ↑  .   [2011-10-16]. （原始内容存档于2019-06-18）. 网址－维基内链冲突 (帮助)
2. ↑  向姓家譜（小禄家） 的存檔，存档日期2014-01-06.
3. ↑  馬姓家譜（小緑家）[永久]
4. ↑  《中山世譜·尚敬王》：「長女曰聞得大君加那志。童名、眞鶴金。號、寛室」 的存檔，存档日期2012-02-17.
5. ↑  《中山世譜·尚敬王》：「次曰聞得大君加那志。童名、思戸金。號、順成」 的存檔，存档日期2012-02-17.
6. ↑  《中山世譜·尚灝王》：「次曰聞得大君加那志。童名、眞鶴金（嫁向氏朝敕。妻史氏所生）」 的存檔，存档日期2012-02-17.
7. ↑  《中山世譜·尚灝王》：「次曰安里翁主。童名、眞牛金（嫁向氏朝平。妻顧氏所生）」 的存檔，存档日期2012-02-17.
8. ↑  .   [2020-04-28]. （原始内容存档于2020-07-02）.
9. ↑  .   [2020-05-14]. （原始内容存档于2020-07-13）.